# Domont
Domont és un municipi francès, situat al departament de Val-d'Oise i a la regió de Illa de França. L'any 2007 tenia 14.755 habitants.
Forma part del cantó de Domont, del districte de Sarcelles i de la Comunitat d'aglomeració Plaine Vallée.

## Demografia

### Població
El 2007 la població de fet de Domont era de 14.755 persones. Hi havia 5.776 famílies, de les quals 1.664 eren unipersonals (654 homes vivint sols i 1.010 dones vivint soles), 1.448 parelles sense fills, 2.062 parelles amb fills i 602 famílies monoparentals amb fills.
La població ha evolucionat segons el següent gràfic:
Habitants censats

### Habitatges
El 2007 hi havia 6.150 habitatges, 5.922 eren l'habitatge principal de la família, 15 eren segones residències i 213 estaven desocupats. 3.195 eren cases i 2.861 eren apartaments. Dels 5.922 habitatges principals, 4.003 estaven ocupats pels seus propietaris, 1.777 estaven llogats i ocupats pels llogaters i 141 estaven cedits a títol gratuït; 297 tenien una cambra, 629 en tenien dues, 1.365 en tenien tres, 1.793 en tenien quatre i 1.839 en tenien cinc o més. 4.297 habitatges disposaven pel capbaix d'una plaça de pàrquing. A 3.034 habitatges hi havia un automòbil i a 2.035 n'hi havia dos o més.

### Piràmide de població
La piràmide de població per edats i sexe el 2009 era:
| Homes | Edats   | Dones |
| ----- | ------- | ----- |
| 0     | 95 o +  | 24    |
| 28    | 90 a 94 | 60    |
| 52    | 85 a 89 | 108   |
| 12    | 80 a 84 | 92    |
| 116   | 75 a 79 | 200   |
| 212   | 70 a 74 | 332   |
| 256   | 65 a 69 | 368   |
| 260   | 60 a 64 | 304   |
| 360   | 55 a 59 | 368   |
| 488   | 50 a 54 | 532   |
| 576   | 45 a 49 | 632   |
| 512   | 40 a 44 | 520   |
| 564   | 35 a 39 | 644   |
| 596   | 30 a 34 | 612   |
| 572   | 25 a 29 | 592   |
| 450   | 20 a 24 | 492   |
| 501   | 15 a 19 | 484   |
| 492   | 10 a 14 | 481   |
| 560   | 5 a 9   | 508   |
| 408   | 0 a 4   | 464   |

## Economia
El 2007 la població en edat de treballar era de 9.952 persones, 7.605 eren actives i 2.347 eren inactives. De les 7.605 persones actives 7.004 estaven ocupades (3.553 homes i 3.451 dones) i 600 estaven aturades (289 homes i 311 dones). De les 2.347 persones inactives 695 estaven jubilades, 1.109 estaven estudiant i 543 estaven classificades com a «altres inactius».

### Ingressos
El 2009 a Domont hi havia 5.842 unitats fiscals que integraven 14.923 persones, la mediana anual d'ingressos fiscals per persona era de 22.542 €.

### Activitats econòmiques
Dels 693 establiments que hi havia el 2007, 4 eren d'empreses extractives, 7 d'empreses alimentàries, 10 d'empreses de fabricació de material elèctric, 34 d'empreses de fabricació d'altres productes industrials, 102 d'empreses de construcció, 153 d'empreses de comerç i reparació d'automòbils, 30 d'empreses de transport, 29 d'empreses d'hostatgeria i restauració, 13 d'empreses d'informació i comunicació, 34 d'empreses financeres, 22 d'empreses immobiliàries, 108 d'empreses de serveis, 111 d'entitats de l'administració pública i 36 d'empreses classificades com a «altres activitats de serveis».
Dels 182 establiments de servei als particulars que hi havia el 2009, 1 era una oficina d'administració d'Hisenda pública, 1 gendarmeria, 1 oficina de correu, 7 oficines bancàries, 2 funeràries, 15 tallers de reparació d'automòbils i de material agrícola, 2 tallers d'inspecció tècnica de vehicles, 5 autoescoles, 17 paletes, 13 guixaires pintors, 21 fusteries, 20 lampisteries, 11 electricistes, 12 empreses de construcció, 10 perruqueries, 1 veterinari, 1 agència de treball temporal, 25 restaurants, 11 agències immobiliàries, 2 tintoreries i 4 salons de bellesa.
Dels 36 establiments comercials que hi havia el 2009, 1 era un hipermercat, 2 grans superfícies de material de bricolatge, 2 botiges de menys de 120 m², 8 fleques, 3 carnisseries, 4 llibreries, 1 una llibreria, 3 botigues d'equipament de la llar, 4 botigues de material esportiu, 1 una botiga de material de revestiment de parets i terra, 2 perfumeries, 1 una perfumeria i 4 floristeries.
L'any 2000 a Domont hi havia 4 explotacions agrícoles.

## Equipaments sanitaris i escolars
El 2009 hi havia 1 hospital de tractaments de curta durada, 2 psiquiàtrics, 5 farmàcies i 1 ambulància.
El 2009 hi havia 4 escoles maternals i 4 escoles elementals. A Domont hi havia 2 col·legis d'educació secundària i 1 liceu d'ensenyament general. Als col·legis d'educació secundària hi havia 803 alumnes i als liceus d'ensenyament general 1.368.
Domont disposava d'un centre de formació no universitària superior de formació sanitària.

## Poblacions més properes
El següent diagrama mostra les poblacions més properes.